# Tony Strobl
Anthony Joseph (Tony) Strobl, född 12 maj 1915 i Cleveland, Ohio, död 29 december 1991 i  Los Angeles, var en amerikansk serietecknare och en av de mest produktiva upphovsmännen av disneyserier, i huvudsak ihågkommen för sina serier med Kalle Anka i huvudrollen.

## Strobls stildrag och inflytande
Eftersom Tony Strobls karriär i stor utsträckning sammanföll med Carl Barks verksamhetsperiod, hamnade Strobl i skuggan av "ankmästaren" Barks. Till skillnad från Barks - men i likhet med majoriteten av Disneyserieskapare - var Strobl dessutom enbart i undantagsfall verksam som manusförfattare. Dock har Strobl, i jämförelse med de flesta andra av sina samtida kolleger, en inte oansenlig skara fans, och han har ibland beskrivits som "den näst bäste anktecknaren". Under större delen av sin karriär lät han dock andra tecknare tuscha sina serier.
Det förefaller som att även Strobls första förläggare, serietidningsförlaget Western Publishing, såg Strobl som sin främsta tecknare, näst efter Barks. Från och med 1954 var Strobl huvudtecknare för serietidningen Donald Duck, och när Barks 1967 pensionerade sig från serieskapandet, fick Strobl för en tid ta över som huvudtecknare även för dennes skötebarn Uncle Scrooge. Redan 1969 övergick dock Uncle Scrooge till att i huvudsak reprisera Barks-serier, men Donald Duck fylldes alltjämt av nya Strobl-serier, ända tills denne lämnade Western för andra arbetsgivare på 1970-talet.
Strobl kom även att få betydelse för den grafiska utformningen av flera figurer. Först och främst gäller det Moby Duck. Strobl var tecknare för Mobys första serieframträdande, och även huvudtecknare för de första numren av tidningen Moby Duck. Den andra stora återkommande figuren som föddes i en Strobl-serie är egentligen tre; Björnligans brorsöner Björnglina. Utöver dessa hade Strobl även stort inflytande på TV-figuren Ludwig von Ankas överföring till seriemediet - i princip samtliga Ludwigs framträdanden under sitt första år som serietidningskaraktär svarade Strobl för teckningarna.

## Historia och utveckling

### Den första åren
Tony Strobl påbörjade sin tecknarkarriär på Disney Studios filmateljé där han bland annat jobbade med kortfilmer och långfilmerna Fantasia, Pinocchio och Dumbo. 
Efter att ha lämnat Disneystudion tjänstgjorde han i det militära och jobbade som reklamtecknare. 1947 anställdes han av Western Publishing där han till en början kom att jobba såväl med serier baserade på filmer från både Walter Lantz och Warner Bros. - inte minst var han en flitigt anlitad tecknare av serier med Snurre Sprätt. Bland övriga serier utanför Disney-serierna, kan framför allt nämnas Hanna-Barberas Familjen Jetson, även den producerad av Western, för vilken Strobl var huvudtecknare under åren 1963-1968.

### Disney hos Western
Så småningom blev han även involverad i Westerns Disneyproduktion, och i januari 1949 publicerades hans första Disneyserie. Under de första åren jobbade han med en mängd disneyfigurer; däribland Sigge Småkryp (Bucky Bug - en figur som är i det närmaste helt okänd i Sverige), Dumbo och Stampe från filmen Bambi. I maj 1950 publicerades hans första serier med Kalle Anka - tre ensidesserier som inte finns återtryckta på svenska. Månaden därpå kom den Strobls första längre serie i tryck; Musse Pigg-serien Monkey Business (på svenska publicerad under titeln Apkonster i Kalle Anka & C:o 18-20/1963). Denna följdes av fler Musse-serier under de närmsta åren, först 1953 kom hans första längre ankserier. 1955 blev han en av huvudtecknarna (så småningom den ende) för varannanmånadstidningen Donald Duck. Den första äventyrsbetonade Kalle-serien blev The Song Writers i Donald Duck nummer 38, från november 1954. Denna serie blev också den första serie av Strobls ankserier som publicerades i Sverige - i Walt Disney's serier nummer 8/1955, under titeln Kalle Anka i Honolulu.
Efter detta kom Strobls huvudsakliga produktion att behandla Kalle och de andra ankorna, även om de flesta av Disneys figurer någon gång har blivit avtecknade av Strobls penna. Från och med mitten av 1950-talet överlät han dock tuschningen till andra tecknare - huvudsakligen Steve Steere och John Liggera.
Vid början av 1960-talet sökte Disney frilansande serietecknare för en nypåbörjad serieproduktion, producerad direkt för den europeiska marknaden, och 1963 anslöt sig Strobl hit, delvis då Disney var betydligt mer generösa med lönerna än vad Western hade varit. Ett par år in på 1970-talet lämnade han Western helt och hållet.

### De sista yrkesverksamma åren
I sitt arbete för Disney kom han även att skriva somliga manus på egen hand, innan han 1987 pensionerade sig från serierna. Under sina två sista år tecknade han även dagsstripps- och söndagsserie-versionen av Kalle Anka åt King Features Syndicate. Mot slutet av sitt liv återkom han även till att jobba med filmmediet, då han blev en av manusförfattarna till TV-serien Duck Tales.

## Privatpersonen Tony Strobl
Strobls föräldrar var av tjeckisk härkomst. Han utbildade sig på Cleveland School of Art 1933–1937. Utom under krigsåren, då han var inkallad, och åren närmast därefter, då han arbetade som reklamtecknare, kunde han under hela sitt liv livnära sig på serietecknandet. Intresset för att teckna väcktes efter att han sett Snövit och de sju dvärgarna på bio 1937, något som också var anledningen till att han sökte sig till Disney.